# Cultuurlab Vlaanderen
Cultuurlab Vlaanderen, eerder Rodenbachfonds, is een Vlaams, sociaal en pluralistisch cultuurfonds met 45 lokale kernen. Het concentreert zich op wat leeft rond de Nederlandse taal en de Vlaamse cultuur en wil bijdragen aan betrokkenheid, samenhorigheid en solidariteit in een diverse en veranderende samenleving.

## Geschiedenis
In 1984 werd het Rodenbachfonds opgericht als Vlaams-nationalistisch cultuurfonds in navolging van het liberale Willemsfonds (1851), het katholieke Davidsfonds (1875), het socialistische Vermeylenfonds (1945) en het progressief pluralistische Masereelfonds (1971). Om de band met de Vlaamse Beweging te onderstrepen werd het fonds genoemd naar dichter en studentenleider Albrecht Rodenbach. Eind 2019 vond de organisatie deze referentie betekenisloos geworden en ook het woord 'fonds' oubollig. In die zin herdoopte het zich tot Cultuurlab Vlaanderen om meer ruimte te geven aan experimenten en lokale solidariteit met onverminderd veel aandacht voor de Nederlandse taal en de Vlaamse emancipatiegeschiedenis.
| Tijdspanne  | Voorzitter            |
| ----------- | --------------------- |
| ...         |                       |
| ? - 2011    | Thea Peeters          |
| 2011 - 2019 | Patrik Vankrunkelsven |
| 2019 -      | Dimitri D'Hondt       |